# 高山 (鶴田町)
高山（たかやま）は、青森県北津軽郡鶴田町にある標高36mの山である。

## 地理
津軽富士見湖（廻堰ため池）の北側に位置する山である。

## 富士見スキー場
鶴田町大字廻堰字西下山20番地1には町営富士見スキー場があった。鶴田町直営のスキー場で大会やスキー教室が開催された。

### 施設
アンバーリフト2基や管理棟などが設置されていた。

### 歴史
1986年（昭和61年）に管理棟や倉庫が建設された。2019年度の利用者数は89人だった。
2021年（令和3年）12月4日、老朽化と利用者減少により定例町議会に廃止のための議案が提出された。

## 周辺
- 富士見湖パーク
  - 津軽富士見湖
  - 丹頂鶴自然公園
  - つがる富士見荘
- 老人保健施設湖水荘
- その他は、田んぼや雑木林があるだけである。

## アクセス
- 車で五所川原市内・鶴田町内方面からは青森県道200号米山菖蒲川線で森田方面に向かい、つがる富士見荘入口手前で右折。
  - なお、弘南バス五所川原～廻堰経由～鶴田線は、2018年10月1日に廃止された[4]。